# ACstyria Mobilitätscluster
Der ACstyria Mobilitätscluster ist ein Netzwerk von rund 300 Unternehmen (Stand April 2021) aus den Bereichen Automotive, Aerospace und Bahntechnik mit über 70.000 Mitarbeitern und einem Gesamtumsatz von mehr als 17 Milliarden Euro. Er versteht sich als Bindeglied zwischen Wirtschaft, Industrie, Forschung und öffentlichen Einrichtungen. Sitz ist in Raaba-Grambach.

## Geschichte
Der Cluster wurde 1995 als Autocluster Steiermark gegründet – nach eigenen Angaben als Autocluster Österreichs. Später folgte die Umbenennung in ACstyria Autocluster und schließlich in ACstyria Mobilitätscluster. Später kam der Bereich Luftfahrt hinzu, im Jahr 2013 auch Bahntechnik.

## Aufgaben und Schwerpunkte
Der Cluster hat die drei Schwerpunkte Automotive, Aerospace und Rail Systems. Zudem bearbeitet der Cluster Themen wie ökologisch nachhaltige Technologien, autonome Systeme oder Optimierung von Produktionsprozessen.

## Struktur
Die operative Tätigkeit übernimmt die ACstyria Mobilitätscluster GmbH. 2014 beteiligte sich voestalpine an der GmbH.
Sechs Gesellschafter (AVL List, Pierer Mobility, Spring Components, Magna Steyr, TCM International und voestalpine) halten jeweils 12,33 % der Anteile. Die restlichen 26 % werden als Sperrminorität von der Steirischen Wirtschaftsförderungsgesellschaft SFG gehalten.